# Desmia bajulalis
Desmia bajulalis is een vlinder uit de familie van de grasmotten (Crambidae), uit de onderfamilie van de Spilomelinae. De wetenschappelijke naam van deze soort is voor het eerst voorgesteld als Hyalitis bajulalis door Achille Guenée in een publicatie uit 1854.
De soort komt voor in Honduras, Nicaragua, Costa Rica, Panama, Frans-Guyana, Peru en Argentinië.